# Rogate ranczo
Rogate ranczo (ang. Home on the Range, 2004) – amerykański film animowany. Film został wyprodukowany przez Walt Disney Feature Animation, natomiast jego dystrybucją zajął się Walt Disney Pictures.
Otrzymał mieszane recenzje; serwis Rotten Tomatoes przyznał mu wynik 54%.
Premiera filmu w Polsce w kinach odbyła się 28 maja 2004 roku z dystrybucją Forum Film Poland.
Film w Polsce wydany na kasetach wideo i płytach DVD z dystrybucją Imperial Entertainment. Film wydany również na DVD z firmą CD Projekt i Galapagos Films.
Film emitowany w Polsce na kanałach: TVP1, TV Puls, Puls 2, TVN, TVN 7, Disney XD, HBO, HBO 2, HBO 3.

## Fabuła
Na Pograniczu grasuje nieuchwytny przestępca, Alameda Slim. Wraz z Braćmi Wacuś w tajemniczy sposób zagarnia stada bydła i znika bez śladu. Zrujnowani hodowcy nie mają jak spłacać zobowiązań. Ich farmy idą na licytację. Wykupuje je na pniu tajemniczy pan Y'odel.
Taki los spotkał farmę Madzi, krowy-medalistki. Ocalała jako jedyna ze stada. Ranczer Abner, straciwszy ziemię, oddał krowę pod opiekę Pearl, właścicielki rancza Skrawek Nieba. Przybycie ekstrawertycznej i bezpretensjonalnej Madzi zaburza dotychczasowe struktury. Pani Calloway, krowa-przywódczyni zwierząt na farmie, rządząca dzięki ogromnemu autorytetowi, czuje się zagrożona. Tym bardziej, że jej podopieczna, jałówka Grace, jest zachwycona stylem bycia Madzi.
Wkrótce Pearl dostaje upomnienie z banku; musi w ciągu trzech dni zapłacić 750 dolarów. Inaczej grozi jej licytacja gospodarstwa. Zbiory były słabe, nie ma pieniędzy, zdecydowanie jednak odrzuca sugestię szeryfa, by sprzedać część inwentarza. Zwierzęta zbierają się na naradę; przeraża je wizja oddania przez nowych właścicieli do rzeźni. Doświadczona w konkursach Madzia wpada na pomysł, żeby udać się na targ, wziąć udział w konkursach, następnie zdobyć nagrody i tak uzyskać pieniądze na spłatę kredytu. Niestety, najbliższy targ jest dopiero za kilka tygodni. Madzia proponuje, by ruszyć do miasta i przekonać Bucka, konia szeryfa, żeby jakoś załatwił odroczenie terminu spłaty. Grace jest zachwycona, Calloway zdecydowanie potępia plan. Wszystkie zwierzęta owacyjnie popierają Madzię i Pani Calloway przyłącza się do wyprawy, by ratować zagrożoną pozycję przywódczyni.
W miasteczku koń Buck wciąż marzy o pościgach za złoczyńcami; w wyobraźni powala całe ich szeregi ciosami karate. Uważając się za przeznaczonego do wyższych celów, przyjmuje krowy pogardliwie. Jednocześnie do miasteczka przybywa Rico, słynny łowca nagród, idol Bucka. Schwytał już wszystkich bandytów w okolicy, został tylko Alameda Slim. Nagroda za głowę bydłokrada wynosi 750 dolarów, dokładnie tyle, ile potrzebuje Pearl. Madzia wpada na kolejny pomysł: schwytają Alamedę, a za nagrodę spłacą farmę. Calloway odrzuca plan, dochodzi do sprzeczki. Szeryf, myśląc, że awanturujące się krowy należą do przejeżdżającego przez miasto Chińczyka, przywiązuje je do jego wozu.
Buck stara się za wszelką cenę zwrócić na siebie uwagę Rico. Udaje mu się; łowca wypożycza go od szeryfa i rusza na poszukiwania Slima.
Trzy krowy trafiają do obozu kowbojów, gdzie muszą stawić czoła natarczywym zalotom byków. Chwilę potem na obozowisko napadają Bracia Wacuś i Alameda Slim. Kowboje zostają związani; Alameda zaczyna jodłować. Jego śpiew hipnotyzuje stado, które posłusznie rusza za nim. Także Calloway i Madzia są zauroczone. Jedynie obdarzona fenomenalnym słuchem Grace wychwytuje fałszywe tony w piosence i nie ulega czarowi. Udaje się jej wyrwać z transu swe towarzyszki. Złoczyńcom udaje się ujść przed pościgiem dzięki zablokowaniu wejścia do wąwozu, którym uciekli. Przybyły na miejsce Rico naradza się z okradzionymi. Buck, zachwycony współpracą z łowcą, popisuje się przed krowami sztuką karate. To tak działa na nerwy Rico, że zamienia konia na jednego z wierzchowców kowbojów. Rusza w pościg za Alamedą. Krowy śmieją się z oszołomionego zamianą Bucka i także tropią rabusiów. Buck ucieka kowbojom i chce dopaść Alamedę, by zrehabilitować się w oczach Rico. By utrudnić zadanie krowom, złośliwie zadeptuje tropy. Wkrótce i tak wszystko zmywa gwałtowna ulewa. W nagłej powodzi krowy omal nie toną. Znów dochodzi do ostrej sprzeczki między Calloway i Madzią. Calloway jednak rezygnuje z pościgu i zapowiada powrót na farmę.
Rankiem krowy natykają się na zająca-kuternogę, który próbuje je ugościć w naprędce zaimprowizowanej restauracji. Opowiada Madzi, że długo mieszkał w opuszczonej kopalni, ale został niedawno z niej wygnany przez zgraję złoczyńców. Na liście gończym z wizerunkiem Slima rozpoznaje przywódcę bandy. Madzi raz jeszcze udaje się przekonać Panią Calloway do planu schwytania bandyty. Zając prowadzi je do kopalni. Jest tam już Buck, ale wejścia strzeże bizon Damian, wierzchowiec Alamedy. Wpuszcza tylko krowy. Madzia, Grace i Calloway wchodzą bez przeszkód do środka, pokpiwając z konia. Ten szuka innego wejścia, znajduje czatującego opodal Rico. Sprytnie przeraża nowego konia łowcy opowieściami o bacie, którego Rico nie żałuje, gdy śpieszy po nagrodę. Nowy wierzchowiec ucieka, Buck zajmuje jego miejsce.
Do kopalni wjeżdża pociąg towarowy po bydło. Bracia Wacuś liczą krowy i ładują do wagonów, Alameda przelicza gotówkę od swego kontrahenta. Nadal nawzajem mylą sobie obliczenia.
Trzy krowy postanawiają odciągnąć Slima, ogłuszyć go, następnie związać i uciec kopalnianym wózkiem. Grace jest niepodatna na hipnotyzujące jodłowanie, jej towarzyszki zatykają uszy kłębkami sierści zająca. Udaje się schwytać Slima. W chodnikach kopalni dochodzi do serii pościgów: krowy i zając uciekają z łupem, gonią ich Bracia Wacuś i Buck, sam jednocześnie uciekając przed bizonem. Alamedę goni też Rico. Handlujący krowami paser odjeżdża pociągiem z bydłem, zabrawszy pieniądze, które powinien zapłacić Slimowi. W efekcie gonitw wszyscy zderzają się ze sobą poza kopalnią. Alameda, odzyskawszy wolność, natychmiast bierze krowy na postronki. Odbiera pieniądze od nieuczciwego pasera. Okazuje się też, że Rico już dawno został przekupiony i tylko udawał, że ściga Slima; w rzeczywistości chronił swojego wspólnika. Buck jest kompletnie oszołomiony i załamany tym, kim naprawdę okazał się jego idol.
Rico ma eskortować pociąg i pasera do granicy. Alameda przebiera się i rusza na licytację, by kupić ranczo Pearl. Rujnujący hodowców Slim i wykupujący ich ziemie za bezcen Y'odel to jedna i ta sama osoba w różnych przebraniach.
Buck buntuje się przeciw łotrowi, jakim był Rico. Okazuje się, że koń naprawdę dobrze zna karate. Pokonuje bandytów i uwalnia stado. Trzy krowy, koń i zając ruszają lokomotywą w pościg za Alamedą. Przybywają pod koniec licytacji. Tory omijają farmę szerokim łukiem, ale rozpędzona lokomotywa zrywa szyny i wyląduje w warzywniku. Alameda Y'odel zostaje zdemaskowany i aresztowany. Dzięki nagrodzie Pearl może spłacić ranczo.

## Obsada
| Dubbing oryginalny | Rola            | Dubbing polski        |
| ------------------ | --------------- | --------------------- |
| Roseanne Barr      | Madzia          | Bożena Dykiel         |
| Judi Dench         | Pani Calloway   | Anna Polony           |
| Jennifer Tilly     | Grace           | Edyta Olszówka        |
| Cuba Gooding Jr.   | Buck            | Klaudiusz Kaufmann    |
| Randy Quaid        | Alameda Slim    | Michał Milowicz       |
| Sam J. Levine      | Bracia Wacuś    | Michał Milowicz       |
| Charles Dennis     | Rico            | Jan Janga-Tomaszewski |
| Charles Haid       | Szaruś Nachałek | Jerzy Łapiński        |
| Carole Cook        | Pearl Gesner    | Ewa Dałkowska         |
| Joe Flaherty       | Kozioł Hiob     | Andrzej Fedorowicz    |
| Steve Buscemi      | Wymok           | Paweł Galia           |
| Richard Riehle     | Szeryf Sam      | Witold Pyrkosz        |
| Lance LeGault      | Bizon Damian    | Przemysław Nikiel     |
| G.W. Bailey        | Rusty           | Arkadiusz Bazak       |
| Patrick Warburton  | Patrick         | Jacek Mikołajczak     |
| Estelle Harris     | Kura Audrey     | Krystyna Królówna     |

oraz:
- Daria Trafankowska
- Anna Apostolakis
- Andrzej Gawroński
- Jacek Kopczyński
- Krystyna Kozanecka
- Zbigniew Zamachowski
- Borys Szyc
- Grażyna Barszczewska
- Barbara Bursztynowicz
- Tamara Arciuch
- Natalia Rybicka
- Janusz Wituch

Piosenki śpiewają:
- „Dom daleko stąd” – Wojciech Dmochowski, Piotr Gogol, Adam Krylik, Krzysztof Pietrzak i Tomasz Steciuk
- „Mały skrawek nieba” – Anna Frankowska
- „Jodl-adl-idl-ajdl-uu” – wykonanie: Michał Milowicz, Wojciech Dmochowski i Tomasz Steciuk; jodłowanie: Michał Milowicz, Randy Erwin
(Michał Milowicz wystąpił dzięki uprzejmości Frontline Music)
- „Czy nastanie znów świt?” – Ewelina Flinta
(Ewelina Flinta wystąpiła dzięki uprzejmości BMG Poland)

Produkcja polskiej wersji językowej: Disney Character Voices International, INC.

## Ekipa
| Zawód                  | Nazwisko |
| ---------------------- | --- |
| Scenariusz i Reżyseria | John Sanford Will Finn |
| Producent              | Alice Dewey |
| Piosenki               | Alan Menken Glenn Slater |
| Muzyka                 | Alan Menken |
| Asystent producenta    | David J. Steinberg |
| Scenografia            | David Cutler |
| Montaż                 | H. Lee Peterson Mark A. Hester |
| Animacje               | Chris Buck (Madzia) Duncan Marjoribanks (Pani Calloway) Mark Henn (Grace/Wesley/Rusty) Michael Surrey (Buck) Dale Baer (Alameda Slim) Russ Edmonds (Rico/Wacusie/Horses) Sandro Lucio Cleuzo (Szeryf/Jeb) Bruce W. Smith i Mark Henn (Pearl) James Lopez (Zwierzęta) Shawn Keller (Lucky Jack) |